# 伐氏短平口鯰
伐氏短平口鯰，為輻鰭魚綱鯰形目長鬚鯰科的其中一種，分布於南美洲亞馬遜河、奧里諾科河及圭亞那的淡水、半鹹水流域，體長可達150公分，棲息在溪流、河口底部，屬肉食性，生活習性不明，可做為食用魚。